# Galder Gaztelu-Urrutia
Galder Gaztelu-Urrutia (Bilbao, 30 de enero de 1974) es un director de cine español. Hasta 2018 trabajó para publicidad y televisión y en 2019 dirigió El hoyo, su primer largometraje.

## Primeras películas
En cortometrajes como  913 (2004), La casa del lago (2011) y en su primer largometraje El hoyo, se adentra en un mundo futurista próximo desde una perspectiva pesimista, que realza los elementos negativos del ser humano. Sus películas se narran con un lenguaje fílmico descarnado, con continuos alardes de un primer plano agresivo y escorzos degradantes. Entre sus referentes habría que señalar algún título literario como La divina comedia de Dante, y películas como El ángel exterminador (Luis Buñuel, 1962), Delicatessen (Jean-Pierre Jeunet, Marc Caro, 1991), Blade Runner (Ridley Scott, 1982) o Taxi Driver (Martin Scorsese, 1976), con personajes que esconden la verdad, gentes que dicen una cosa y hacen otra, en los que la traición es un juego de supervivencia.

## El hoyo
En 2019 dirigió su primer largometraje, titulado El hoyo, una película de 94 minutos que fue muy bien acogida en el Festival Sundance de ese año, donde recibió el premio del Público Midnight Madness; también en el Festival de Sitges, donde consiguió el galardón de Mejor película. Por último, en el Festival Internacional de Cine de Toronto recibió el Premio del Público. El hoyo está protagonizada por Ivan Massagué, Zorion Eguileor, Antonia San Juan, Alexandra Masangkay, Eric Goode, Emilio Buale y Miriam Martín.

## Filmografía
- 913 (2004). Cortometraje.
- La casa del lago (2011). Cortometraje.
- El hoyo (2019).
- El hoyo 2 (2024)